# Harry Waldau
Harry Waldau   (Legnica i Alemanya, 7 d'abril de 1876 - Auschwitz, març 1943) va ser un pianista, compositor i lletrista alemany.

## Biografia
Poc se sap sobre la infància i la joventut de Waldau / Pinner a la Baixa Silèsia, fins i tot sobre la seva educació. Es creu que va començar la seva carrera com a cantant i actor en antics escenaris d'opereta.
Pinner va viure a Berlín com a mestre de capella i pianista i va escriure música i lletres per a l'escenari d'entreteniment i cabaret com "Harry Waldau" en els anys 1910 i 1920. Artistes de renom de l'època l'han interpretat. S'han lliurat enregistraments de "Grammophon" de moltes de les seves obres. L'abril del 1921, es va convertir en mestre de capella de la casa en el cabaret "Schall und Rauch". De vegades dirigia un cabaret al mateix Berlín.

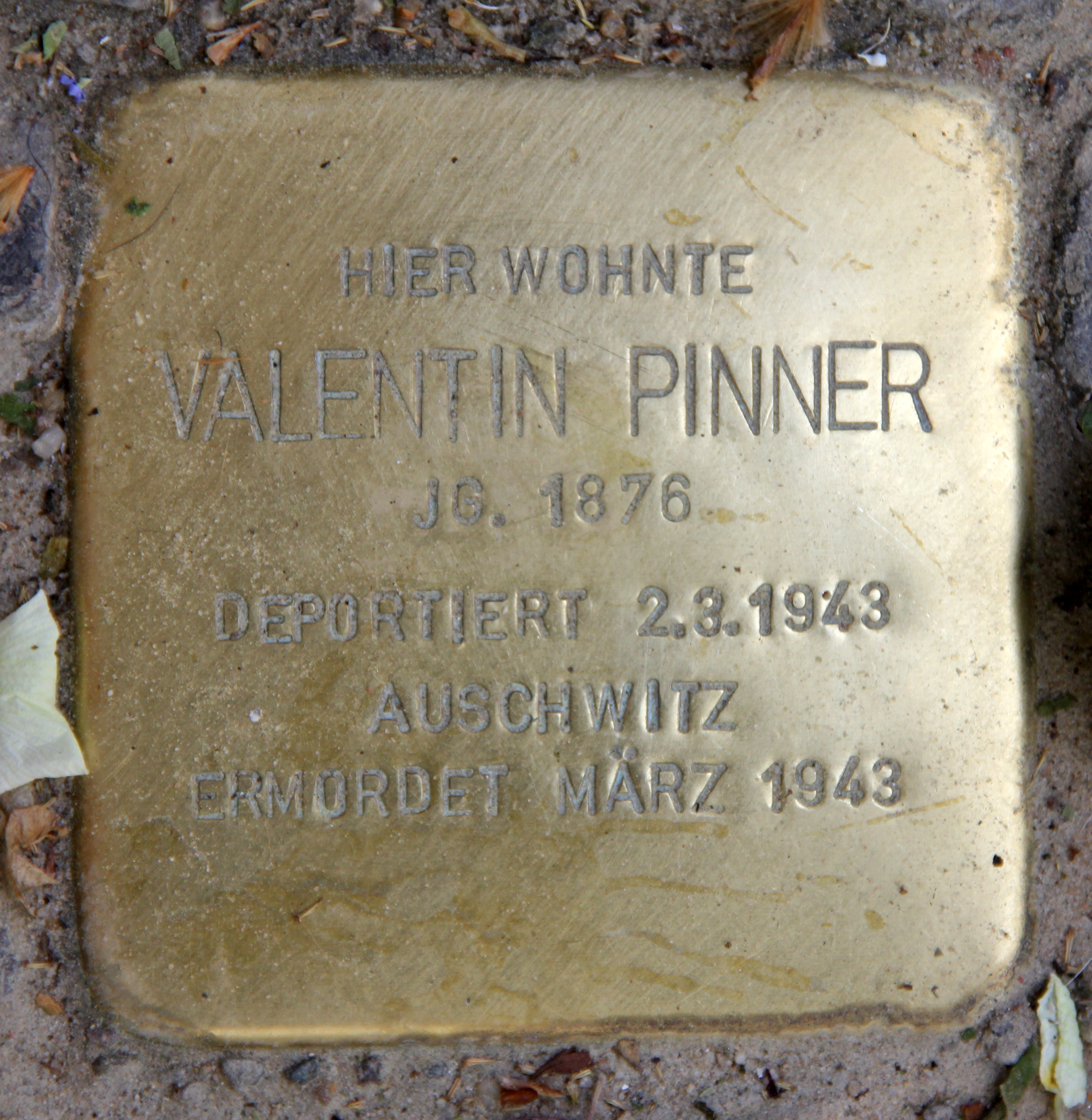
Bloc de coure davant on va viure Waldau

Pinner va treballar amb lletristes com A.O.Alberts, Richard Rillo i Hanns Dekner i amb compositors com Rudolf Nelson, Max Niederberger i Alfred Pickert. Amb Nelson i A.O.Alberts va escriure la revista "Wetten das...?", amb Niederberger el 1919, va escriure l'opereta Der Liebesexpress, que també es va convertir en una pel·lícula el 1931. Va co-escriure el llibret de l'opereta bravo Peggy de Leo Ascher, que es va estrenar a Berlín el 29 d'abril de 1932, juntament amb Walter Lichtenberg i, Armin Robinson. També va compondre música per a diverses pel·lícules. El 1914 fins i tot va dirigir una banda de cinema.
Després de la "presa de poder" pels Nacionals Socialistes el 1933, ja no se li va permetre treballar com a artista d'ascendència jueva i es va enfrontar a la persecució racial. Pinner va viure per última vegada a Wilmersdorf a Xantener Straße 6. A l'edat de 67 anys va ser deportat del seu apartament el 2 de març de 1943, deportat a Polònia i mort allà al camp de concentració d'Auschwitz.
Harry Waldau no s'ha de confondre amb el escriptor i periodista Theodor Waldau, que en realitat es deia Dorku Goldberg i també era poeta i que va morir al camp de concentració de Buchenwald el 27 de març de 1942: com "Waldau" va escriure moltes cançons amb Hermann Leopoldi. El 17 de maig de 2017, es va col·locar un bloc metàl·lic davant de la seva antiga casa, Berlin-Wilmersdorf, Xantener Straße 6.